# Aeroportul Sipitang
Aeroportul Sipitang (IATA: SPT) este un aeroport din Malaysia.
aeroportul dispune de o singură pistă.